# 秋田県薬剤師会

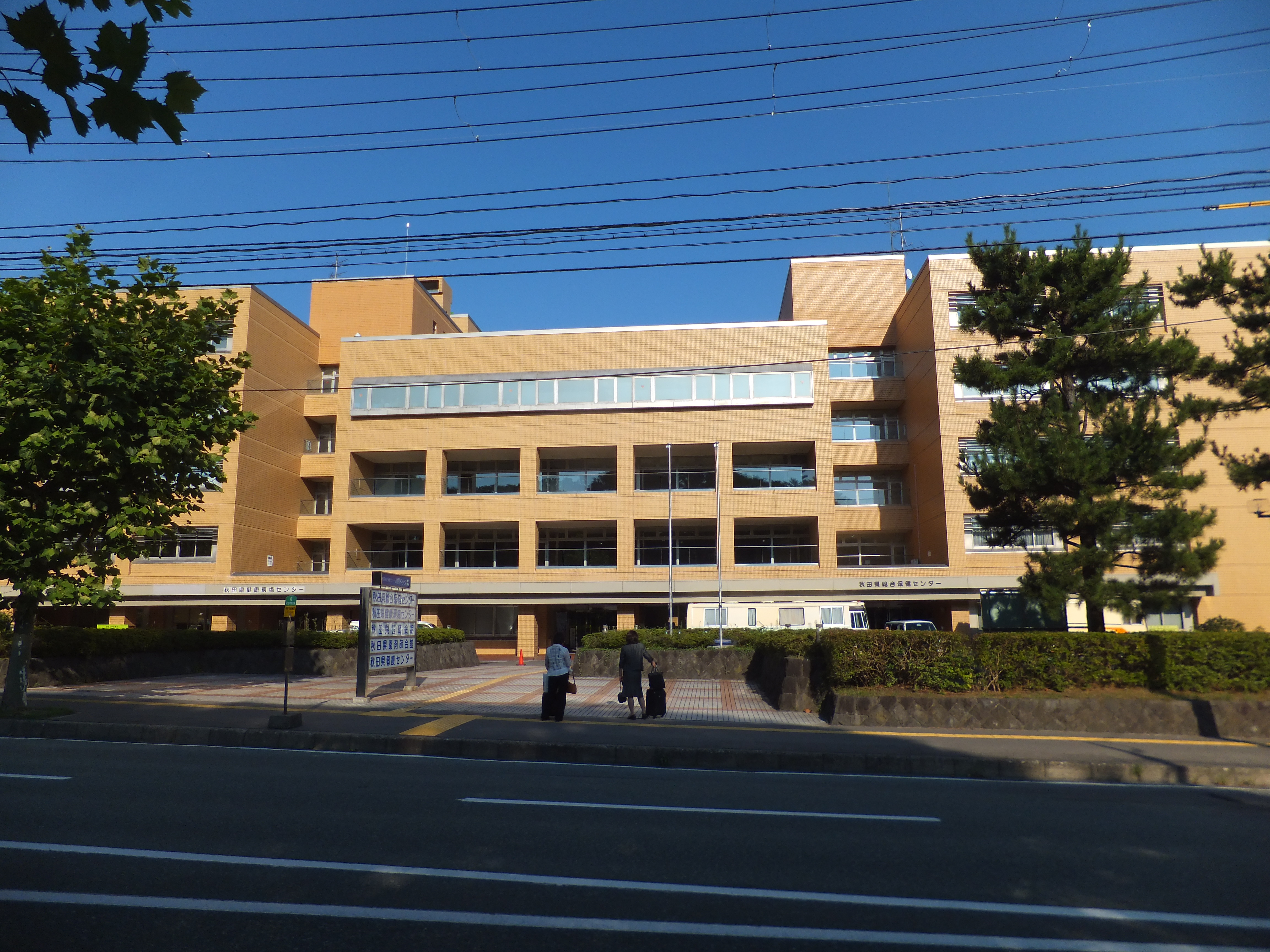
秋田県薬剤師会が入る秋田県総合保健センター（2012年8月22日）

一般社団法人秋田県薬剤師会（いっぱんしゃだんほうじんあきたけんやくざいしかい、英称: Akita Pharmaceutical Association）は、秋田県の薬剤師を会員とする法人。

## 本部所在地
〒010-0874 秋田県秋田市千秋久保田町6-6

## 郡市薬剤師会
- 秋田中央薬剤師会
- 本荘由利薬剤師会
- 能代山本薬剤師会
- 大館北秋薬剤師会
- 鹿角薬剤師会
- 大曲仙北薬剤師会
- 横手平鹿薬剤師会
- 湯沢雄勝薬剤師会